# John Petty (1er comte de Shelburne)
John Petty, 1er comte de Shelburne (1706 – 14 mai 1761), connu sous le nom de John FitzMaurice jusqu'en 1751 et comme vicomte FitzMaurice entre 1751 et 1753, est un pair et un homme politique anglo-irlandais. Il est le père de William Petty FitzMaurice, premier ministre de Grande-Bretagne.

## Biographie
Né John FitzMaurice, Lord Shelburne est le deuxième fils de Thomas FitzMaurice (1er comte de Kerry) et d'Anne, fille de Sir William Petty. Il est le frère cadet de William FitzMaurice (2e comte de Kerry), et le neveu de Charles Petty, premier baron Shelburne et Henry Petty, premier comte de Shelburne. Il fait ses études à la Westminster School et est appelé à la barre du Middle Temple en 1727.
Il est le grand shérif de Kerry en 1732. En 1743, il entre à la Chambre des communes irlandaise en tant que l'un des deux représentants du comté de Kerry, poste qu'il occupe jusqu'en 1751,.
La dernière année, il hérite des biens de son oncle, le comte de Shelburne (décédé sans enfant) et prend, en vertu de la loi, le nom de famille de Petty à la place de son patronyme. Plus tard la même année, il est élevé à la pairie d'Irlande sous les titres de baron Dunkeron et de vicomte FitzMaurice. Deux ans plus tard, le comté de Shelburne est recréé en sa faveur lorsqu'il est nommé comte de Shelburne, comté de Wexford, dans la pairie irlandaise. Il achète Bowood House, à Studley, Wiltshire et reconstruit le manoir.
Il est gouverneur du comté de Kerry en 1754 et la même année, il est élu à la Chambre des communes du Royaume-Uni pour Wycombe, poste qu'il occupe jusqu'en 1760. Il est admis au Conseil privé irlandais en 1754, et en 1760, il est créé Lord Wycombe, baron de Chipping Wycombe, dans le comté de Buckingham, dans la Pairie de Grande-Bretagne, qui lui donne droit à un siège à la Chambre des lords anglaise.

## Famille
Lord Shelburne épouse sa cousine germaine, Mary, fille de William FitzMaurice, en 1734. Leur fils cadet Thomas Fitzmaurice épouse Mary O'Brien, plus tard suo jure comtesse d'Orkney. Lord Shelburne décède en mai 1761 et est enterré à Bowood, dans le Wiltshire. Son fils aîné, William, devient Premier ministre du Royaume-Uni et est créé marquis de Lansdowne en 1784. La comtesse de Shelburne est décédée en 1780 .